# Alain Dion
Pour les articles homonymes, voir Dion.
 (avril 2022).
Si vous disposez d'ouvrages ou d'articles de référence ou si vous connaissez des sites web de qualité traitant du thème abordé ici, merci de compléter l'article en donnant les références utiles à sa vérifiabilité et en les liant à la section « Notes et références ».
Alain Dion, né le 29 mai 1957, est un artiste français multi facettes :
- chanteur auteur-compositeur-interprète ayant participé à de nombreuses comédies musicales en France
- acteur au cinéma et au théâtre.

## Biographie
Alain Dion fait son chemin dans le milieu artistique depuis quelques années. Il prend d'abord son temps en faisant des études et obtient une maîtrise en droit et une en relations publiques.
Il commence à prendre des cours de théâtre dans le seul but de trouver plus d’aisance dans la vie, et rencontre Francis Huster et du coup le virus du théâtre. Francis Huster l’encourage fortement à continuer dans cette voie. Il continue sa formation avec les « maîtres » de l’Actor’s Studio, Andréas Voutsinas, Blanche Salant, John Strasberg.
Il prend, en parallèle, des cours de chant au Conservatoire de Meaux en chant lyrique et obtient son diplôme de fin d’études avec mention très bien ! Il fait également beaucoup de stages au Studio des Variétés : de l’écriture, des textes aux arrangements en passant par la scène, la voix, le studio, etc.
Il débute au cinéma avec Pierre Tchernia et enchaîne les films et téléfilms, les pièces de théâtre, les pub.
Étant devenu un fou de théâtre et ayant toujours cette envie de chanter, il passe l’audition de la comédie musicale Les Misérables de Claude Michel Schoenberg. Enfin il peut jouer et chanter à Mogador. Il fait les dernières représentations en remplacement de Rodolphe Briand qui lui reprenait le rôle de Valjean. Avec cette carte de visite, les choses se sont enchaînées rapidement (L’Homme de la Mancha, Hello Dolly). Il interprète le rôle de Fred Mella au Cirque d’hiver dans Piaf je t’aime, le rôle de Vollard dans La Vie en bleu montée par Robert Hossein. Aux Folies Bergère, il joue dans Sept filles pour sept garçons. Disneyland fait appel à lui pour la création de La Belle et la Bête.
Pendant ce temps, il rencontre Brice Homs qui lui donne le virus de l’écriture. Il est sélectionné pour les Xes rencontres d’Astaffort chez Francis Cabrel en tant qu’auteur. Il y chante pour la première fois une chanson dont il est l'auteur en première partie de Louis Chedid. Il participe à plusieurs concours et gagne des prix dont un prix qualité SACEM ou autres Grands prix remis par Jacques Demarny.
Après tout ce parcours, il était inévitable qu’il arrive un jour au tour de chant. C’était le but caché. Jouer et chanter les mots des autres, c’est une chose ; chanter ses propres mots et ses musiques, c’est une tout autre chose, un aboutissement. Auteur de toutes ses chansons, et compositeur des trois quarts. Il est très encouragé par les auteurs tels que Pierre Delanoé, Claude Lemesle, Franck Thomas, Jacques Demarny et autres Charles Aznavour, Lynda Lemay. Grâce à ces rencontres, il a aujourd’hui une musique de Roland Romanelli, deux de Yves Gilbert (Serge Lama) et deux de Michel Précastelli (Yves Duteil).
Il tourne depuis quelque temps avec son tour de chant « Enfances » et reprend de temps en temps les chansons des autres notamment, en ce moment Je suis de celles de Bénabar.
Il jongle aujourd’hui entre toutes ces disciplines avec grand plaisir, il enchaîne les pièces de théâtre (Monsieur le Président, Les Bidochon en 2008), les films et les téléfilms (Inéluctable en 2008 sur Arte).
Le style d’Alain Dion :
Fan de la première heure du triumvirat Souchon-Renaud-Duteil qui débarquait sur les ondes en 77 sous la bannière « nouvelle chanson française ». 
Il y a deux types de chansons :
Chansons classiques avec thèmes graves : une histoire qui raconte un personnage, un lieu, un souvenir d’enfance avec des descriptions très sensorielles et le plus d’émotions possible.
Chansons à thèmes plus actuels, des références d’aujourd’hui : Delarue, Loana, Navarro, Sarkozy, etc traités avec humour sur des musiques enlevées blues, rock, country et autres. et même du rap !

## Discographie
- 2009 : Amélie des anges
- 2008 : Enfances
- ?___ : Quelques pas
- ?___ : Anges
- 1997 : La Vie en bleu (participation)

## Filmographie

### Cinéma
- 2015 : Comment c'est loin d'Orelsan : Le père d'Ange
- 2007 : Pièce montée de Denys Granier-Deferre : Mari de Laurence
- 2007 : La Maison de Manuel Poirier : le conducteur bagarreur
- 2004 : Feux rouges de Cédric Kahn : Le collègue de bureau
- 2002 : Peau d'ange de Vincent Pérez
- 1988 : Bonjour l'angoisse de Pierre Tchernia : Inspecteur, représentant de la "Libanaise d'investissement" et  de la "Fire-Gas Corporation"

### Télévision
- 2009 : Détectives - épisode : Convictions intimes (TV Séries) :  Père d'Émilie
- 2009 : Femmes de loi - épisode : La nécropole (série TV): Le père
- 2009 : Les Bougons  réal. Sam Karmann - épisode :  Justice pour tous (série télévisée) : Le PDG
- 2008 : Reporters réal. Gilles Bannier- Jean-Marc Brondolo - épisode #2.3 :   Président du tribunal
- 2007 : Inéluctable réal. François Luciani
- 2007 : Fais pas ci, fais pas ça (saison 1) réal. Pascal Chaumeil - épisode : La rentrée des classes (série télévisée) :  Monsieur Dulac
- 2007 : Les Bleus, premiers pas dans la police - épisode : Rien ne va plus réal.  Didier Lepecheur (série TV) : Le médecin de Krantzréal.
- 2007 : Rendez moi justice téléfilm de Denys Granier Deferre
- 2007 : Où es tu ? téléfilm  de Miguel Courtois
- 2007 : Affaires classées téléfilm  de Eric Duret
- 2006 : Alice Nevers : Le juge est une femme - épisode :  Des goûts et des couleurs (série TV) :  Médecin Alençon
- 2005 :  23 décembre 2008, le jour où la France s'est arrêtée réal. Jérome Korkikian
- 2005 : Alerte au virus téléfilm réal. Jérome Korkikian
- ?___ : Joséphine, ange gardien réal. Laurent Dussaux  : Gardien de prison
- 1999 : Sous le soleil réal. Christophe Salachas  - épisode : D'égal à égale  (série TV) : Monsieur Chirpaz
- 1998 : Sous le soleil réal. Philippe Roussel - épisode : La tentation de Benjamin (série télévisée) : Monsieur Chirpaz
- ?___ :  Confessions adolescentes réal. Sylvie Durepaire : Surveillant
- 1998 :  L'affaire Saint Romans réal. Michel Wyn : Manifestant
- 1989 :  En cas de bonheur réal. Boramy Tioulong : Chauffeur de Taxi
- ?___ :  L'œil du typhon réal. Christian Daljean : Gardien de prison
- 1989 :  L'été de la révolution réal. Lazare Iglesis  : Révolutionnaire
- 1987 :  Anges & loups réal. Boramy Tioulong : Gendarme

### Court métrage
- Le Milieu de Martin Pavloff
- Toute une histoire de Jean Rousselot
- Le Magicien d'Eric Willaume
- Chapitre 13 de Marc Thomas et Christian de Challonge
- Le Bal fantastique de Marc Thomas et Marie-Claude Treilhou
- Enfer(s) de Michaël Berthet

## Théâtre et théâtre musical
- 2008 : Monsieur le Président, de et m.e.s. Yann Rezeau.
- 2008 : Les Bidochon, adapt par Jean-Luc Borras et Christian Binet
- 2006 : Un amour de théâtre, d'Alain Sachs, m.e.s. Sheila Coren-Tissot
- 2005 : Julius Caesar, mes Deborah Warner (Chaillot)
- 2004 : Ça chante à Paname
- 2003 : Marciel Hallucine, mes Marc Hollogne (aux Folies Bergère)
- 2002 : La Maison du lac, mes Georges Wilson (théâtre de la Madeleine)
- 1999 : Sept filles pour sept garçons, de S. Marconi (Folies Bergère)
- 1997 : La Vie en bleue, de Robert Hossein (Mogador)
- 1996 : Piaf je t'aime, de J. Darcy (Cirque d'Hiver)
- 1996 : Les Emmurés de la cité, de J.Luc Borras (Carcassonne)
- 1996 : Paroles et musiques médiévales, de J.Luc Borras (Carcassonne)
- ?___  : Saloméde, J. Fuseya (Théâtre du Temps)
- 1994 : Les Fourberies de Scapin, de J.Luc Borras (tournée France)
- 1993 : Don Quichotte, l'homme de la manche, de J.Luc Borras (tournée France)
- 1992 : Les Misérables, mes John Caird (Mogador)
- ?___  : La France en chanson, de Dominique Conte (Olympia - Cigale)
- ?___  : Sur un air de Doisneau, de Dominique Conte (Porte St Martin - Odeon)
- ?___  : Le Siècle en chansons, de Dominique Conte
- ?___  : Chantons le cinéma, de Dominique Conte
- ?___  : Hello Dolly, mes James Sparrow (tournée France)
- ?___  : De pire en pub, de Henri Guybet (Café de la Gare)
- ?___  : La Belle et la Bête, de J. Lawrence (Disneyland Paris)
- ?___  : Flaubert (Disneyland Paris)
- ?___  : Bartleby, de Pierre Blanpain (Avignon)
- 1987 : Normal Heart, de Larry Kramer mes Raymond Acquaviva (Espace Cardin)
- ?___  : La Bovary c'est lui, d'E. Barbutia (Avignon & tournée)
- ?___  : Phèdre-Alceste-Andromaque-Hecube, de J. Fuseya (Théâtre du Temps)

## Récompenses
- 22 novembre 2008 : Grand prix du jury Sacem pour Ton papa, Le Malabar, etc. à Savigny-sur-Orge (Essonne)
- Août 2006 : Prix Sacem du meilleur texte pour Ton papa
- Prix Sacem pour La Rien du tout
- Grand prix Jean Ségurel pour Notre maîtresse à Mauriac (Cantal)